# Quint Plauci
Quint Plauci (en llatí Quintus Plaucius) va ser un magistrat romà del segle i. Era fill d'Aule Plauci, cònsol sufecte l'any 1 aC, i germà d'Aule Plauci, famós per les seves conquestes a Britànnia en temps de l'emperador Claudi. Formava part de la gens Plàucia, una gens romana d'origen plebeu.
Va ser noment cònsol l'any 36 juntament amb Sext Papini Al·liè.